# Robert Lindstedt
Robert Lindstedt (født 19. marts 1977) er en svensk tennisspiller. Han repræsentere sit land under Sommer-OL 2012 i London, der blev han slået ud i anden runde i double.

## Grand Slam-titler
- Australian Open
  - Herredouble – 2014 (sammen med Łukasz Kubot)

## Eksterne Henvisninger
- Robert Lindstedts profil på Sports-Reference OL-resultater (arkiveret) (engelsk)
- Robert Lindstedts profil på Olympedia (engelsk)
- Robert Lindstedts profil hos Sveriges Olympiske Komité (svensk)
- Robert Lindstedts profil hos ATP World Tour (engelsk)
- Robert Lindstedts profil hos ITF Tennis (engelsk)
- Robert Lindstedts profil hos Davis Cup (engelsk)
- Robert Lindstedts profil hos ITF Tennis (engelsk)